# Tabula Rasa (album)
Tabula Rasa – szósty album studyjny niemieckiej awangardowo-eksperymentalnej grupy Einstürzende Neubauten, wydany w 1992 roku w USA nakładem Mute jako kaseta magnetofonowa i wznowiony w roku następnym w formacie CD i LP nakładem wytwórni Mute, Our Choice i Potomak (Niemcy) oraz Elektra (USA).

## Utwory
1. Die Interimsliebenden	- 7:41
2. Zebulon 	- 3:43
3. Blume -	4:33
4. 12305(te) Nacht -	4:13
5. Sie -	6:08
6. Wüste	 - 4:07
7. Headcleaner: Zentrifuge / Stabs / Rottlichtachse / Propaganda / Aufmarsch / Einhorn / Marschlied 	- 9:55
8. Das Gleissen / Schlacht / Lyrischer Ruckzug -	5:12

## Skład
- Blixa Bargeld
- N.U. Unruh
- Alexander Hacke
- Marc Chung
- F.M. Einheit